# Tensor Processing Unit

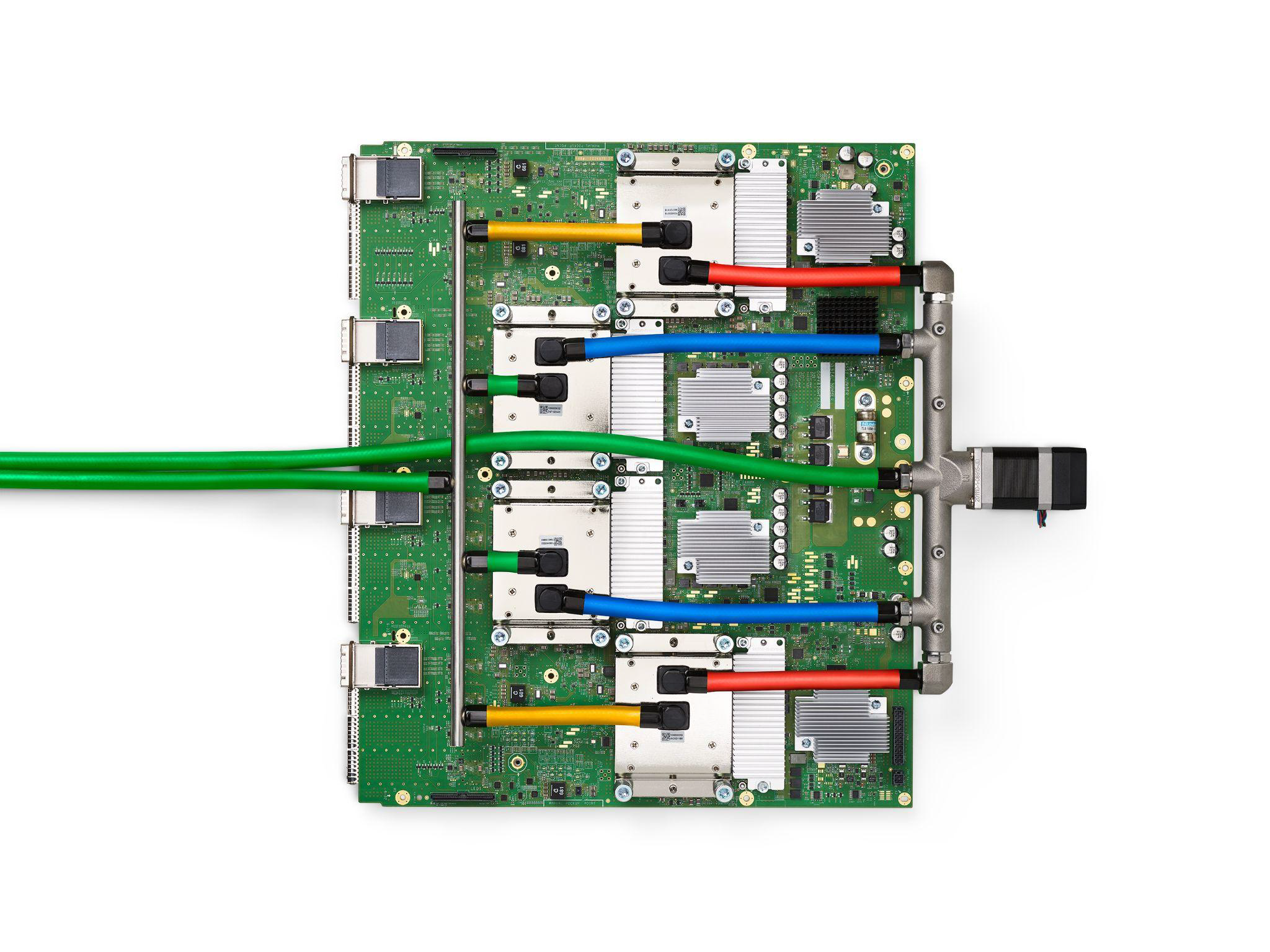
TPUv4

Tensor Processing Unit (TPU) je hardwarový akcelerátor vytvořený společností Google. Jedná se o sérii integrovaných obvodů (ASIC) specificky navržených pro zpracování úloh ve strojovém učení. První TPU, pro veřejnost zatím nedostupné, Google představil v roce 2015. V roce 2018 se zpřístupnil TPUv2 ve službě Google Cloud.  Aktuálně nejvýkonnější verzí TPU kterou Google Cloud nabízí pro běžné uživatele je TPUv5e. V květnu 2024 byla ohlášena verze TPUv6 (někdy také Trillium), která je zatím dostupná jen pro vybrané firmy.

## Technické informace
TPU je primárně navrženo na zpracování velkých matic a jejich počítaní ve strojovém učení. Je vhodný pro modely vytvořené v TensorFlow, JAX nebo PyTorch, které je nutno testovat s velkým množstvím dat týdny až měsíce. TPUv5e má rychlost výpočtu 926 teraFLOPS u 16 bitových operací a až 1 847 teraFLOPS při 8 bitových operacích. 32GB HBM umožňuje rychlý přístup k datům umístěným přímo na čipu. V nejnovější verzi Trillium je rychlost zápisu na čip 1,6 terabajtu za sekundu. 
Oproti procesorům a grafickým kartám není vhodný k matematickým úkonům, které vyžadují vysokou přesnost anebo mají vysokou míru větvení. Také nepodporuje trénování modelů s vlastními funkcemi anebo funkcemi if a while.

### TenserCore jádra
TPU využívá TensorCore jádra s počtem závisejícím na verzi. Každý TensorCore se skládá z jednotek na násobení matic (MXU), vektorů a skalárů. MXU je série násobně-akumulačních jednotek v poli s velikostí závislé na verzi. Pro násobení používá MXU 8 bitů pro exponent a 7 bitů pro mantisu. Pro hromadění používá 1 bit pro znaménko, 8 bitů pro exponent a 23 pro mantisu.

### Architektury
TPU aktuálně využívá dvě architektury: TPU VM a TPU Node. TPU Node je originální architektura, která už není v Google Cloud podporována. Virtuální stroj je k TPU v tomto případě připojen přes protokol gRPC. V této architektuře nemá uživatel přímý přístup k hostiteli což vede k těžším opravám chyb  u strojového učení. Architektura TPU VM řeší tento problém tak, že nechá uživatele připojit přímo k virtuálnímu stroji, který je fyzicky připojen k TPU. Uživatel tak získává root přístup k TPU.